# فارس العياف
فارس العياف (بالإنجليزية: Fares Al-Ayyaf)‏؛ مواليد 1 مارس 1992 في القصيم، السعودية، هو لاعب كرة قدم سعودي.
لعب سابقاً في نادي الرائد ونادي الحزم ونادي البكيرية .

## روابط خارجية
- فارس العياف على موقع قاعدة بيانات كرة القدم.إي يو (الإنجليزية)
- فارس العياف على موقع Soccerway.com (الإنجليزية)